# (6063) Jason
Pour les articles homonymes, voir Jason (homonymie).
(6063) Jason est un astéroïde Apollon découvert le 27 mai 1984 par Carolyn et Eugene Shoemaker à l'observatoire Palomar. Son orbite très excentrique croise les orbites de Mars, de la Terre et de Vénus. Entre 1800 et 2200, il s'est rapproché ou se rapprochera à moins de 30 millions de km d'une planète à 69 reprises : Mercure 11 fois, Vénus 27 fois, la Terre 18 fois et Mars 13 fois.